# ورزشگاه ابی
ورزشگاه ابی (به انگلیسی: Abbey Stadium) نام ورزشگاه اختصاصی باشگاه کمبریج یونایتد در شهر کمبریج کشور انگلستان است.
این ورزشگاه از سال ۱۹۳۲ زمین خانگی باشگاه کمبریج یونایتد می‌باشد. ظرفیت این ورزشگاه ۹٬۶۱۷ نفر است. ورزشگاه ابی هفتاد و هشتمین ورزشگاه بزرگ در انگلستان می‌باشد.